# Loxomitra tetraorganon
Loxomitra tetraorganon är en bägardjursart som beskrevs av Iseto 2002. Loxomitra tetraorganon ingår i släktet Loxomitra och familjen Loxosomatidae. Inga underarter finns listade i Catalogue of Life.